# Бигаш (Абайская область)
Бигаш (каз. Биғаш) — село в Кокпектинском районе Абайской области Казахстана. Административный центр Бигашского сельского округа. Код КАТО — 635059100.
В селе Бигаш обнаружены доказательства взаимодействия между Китаем и югом Центральной Азии  ок. 3 тыс. лет до н. э. — здесь удалось обнаружить образцы ранних окультуренных злаков — пшеница и пшено. Пшеница имела не местное происхождение, так как росла гораздо южнее Центральной Азии и в результате какого-то миграционного потока или посредством взаимодействия людей вдоль горного коридора она оказалась на северо-востоке Казахстана. В Китае, посредством внутреннего горного коридора, она появится только спустя тысячелетие. Просо, из которого получают крупу (пшено), росло в то время только в Китае.

## Население
В 1999 году население села составляло 823 человека (424 мужчины и 399 женщин). По данным переписи 2009 года, в селе проживали 592 человека (312 мужчин и 280 женщин).